# Karl Georg Bockenheimer

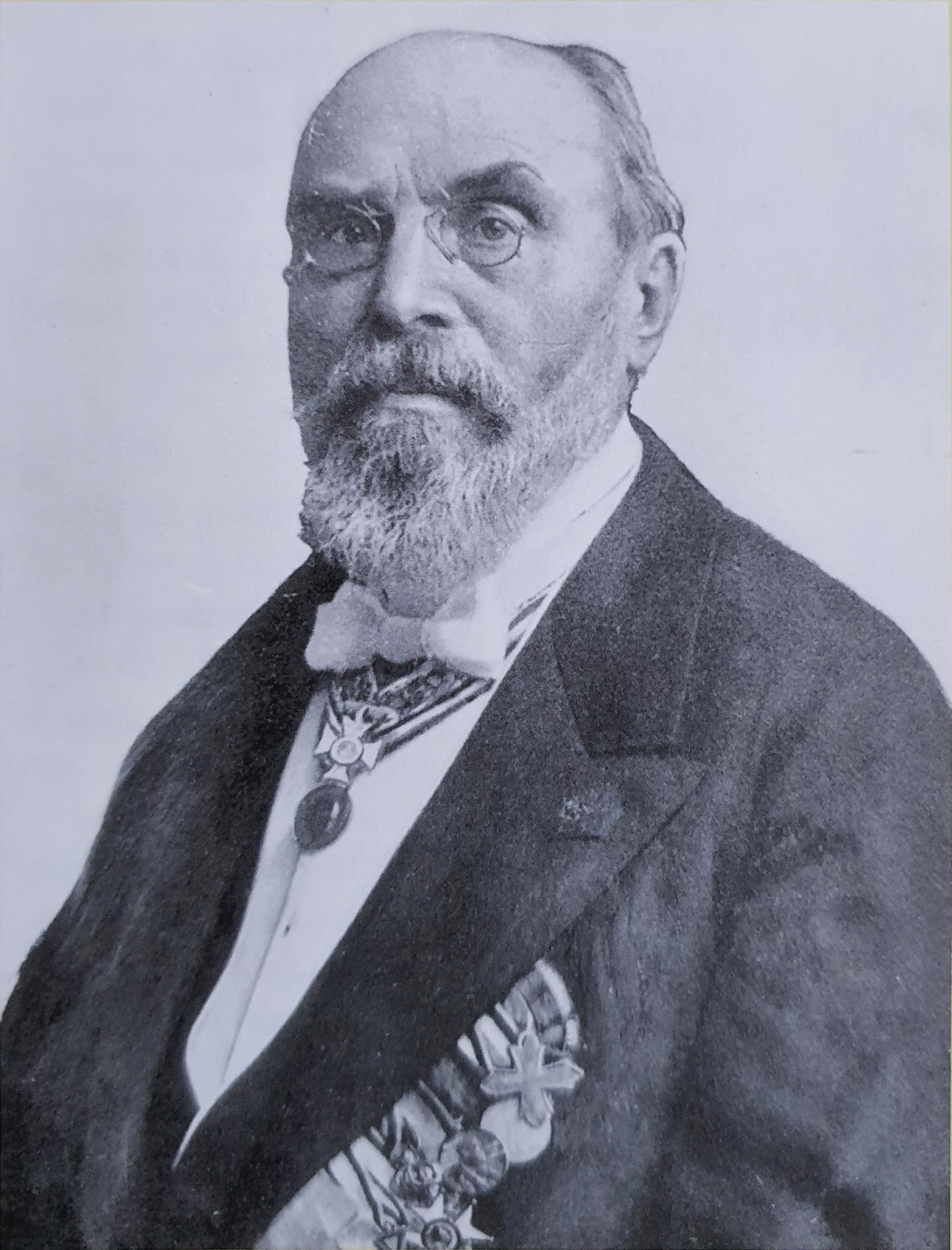
Karl Georg Bockenheimer (Aufnahme um 1910)

Karl Georg Bockenheimer (* 6. August 1836 in Mainz; † 28. November 1914 ebenda) war ein großherzoglich hessischer Landgerichtsdirektor, Landtagsabgeordneter, Mainzer Geschichtsforscher und Lokalschriftsteller, der vor allem zu Mainz publizierte. 

## Leben
Karl Georg Bockenheimer war der Sohn des Privatangestellten Jakob Karl Bockenheimer und dessen Frau Klara Elisabetha geborene Dienst. Karl Georg besuchte das Großherzogliche Gymnasium im neuen Kronberger Hof. Nach der Reifeprüfung, die er mit einem „vorzüglich“ bestand, studierte er Rechtswissenschaften und schloss das Studium 1856 mit Dr. jur. ab. 1866 war er 2. Substitut des Staatsprokurators beim Bezirksgericht Mainz, 1868 1. Substitut am gleichen Gericht. 1876 wurde er 1. Untersuchungsrichter am Bezirksgericht Mainz für drei Jahre und 1879 Rat beim Landgericht für die Provinz Rheinhessen. 1892 wurde er Landgerichtsdirektor.
Karl Bockenheimer legte als Autodidakt Publikationen vor, die sich vor allem mit der Geschichte der Stadt Mainz, insbesondere der französischen Perioden und den Revolutionsjahren 1848/49, der Mainzer Bischöfe, der Mainzer Hospitien, und der Mainzer Hochschule im Jahre 1784 befassten. Unter vielen Anderen war er Autor des biographischen Nachschlagewerks Allgemeine Deutsche Biographie. Im Jahr 1902 wurde er Mitglied der Akademie gemeinnütziger Wissenschaften zu Erfurt.
Seit 1907 war er Ehrenbürger der Stadt Mainz. Sein Nachlass befindet sich im Stadtarchiv Mainz.
Karl Bockenheimer, der katholischen Glaubens war, heiratete in erster Ehe 1867 Adele Marie Therese Belluc, die Tochter seines Vorgesetzten. Die Ehe dauerte nur ein knappes Jahr, da seine Frau erst 24-jährig überraschend starb. Am 4. September 1872 heiratete er im Mainzer Dom Anna Martha Josepha Wittmann (genannt Anny), die Tochter des Mainzer Arztes Joseph Ignaz Wittmann. Aus dieser Ehe sind vier Kinder entstanden.
Karl Georg Bockenheimer starb im Alter von 78 Jahren. sein Grab befindet sich auf dem Hauptfriedhof Mainz.

## Politik
In der 23. Wahlperiode (1878–1880) war Karl Bockenheimer Abgeordneter der zweiten Kammer der Landstände des Großherzogtums Hessen. In den Landständen vertrat er den Wahlbezirk Stadt Mainz. Nach seinem Rücktritt folgte ihm Arnold von Jungenfeld als Nachfolger nach.

## Werke
- Der Eichelstein bei Mainz (Mainz 1880, Digitalisat)
- Geschichte der Stadt Mainz während der 2. französischen Herrschaft 1798–1814 (2. Auflage, Mainz 1891, Digitalisat)
- Die Einnahme von Mainz durch die Franzosen (Mainz 1892, Digitalisat)
- Das öffentliche Leben in Mainz am Ende des 18. Jahrhunderts (Mainz 1902, Digitalisat)
- Franz Konrad Macké – Bürgermeister von Mainz 1756–1844 (Mainz 1904, Digitalisat)
- Staatsminister Josef Karl Theodor Freiherr von Eberstein 1761–1833 (Mainz 1904, Digitalisat)
- Kurmainz im Fürstenbunde (Mainz 1905, Digitalisat)
- Mainz im Jahre 1866  (Mainz 1907, Digitalisat)
- Mainz in den Jahren 1870 und 1871 (Mainz 1909, Digitalisat)